# FKBP2
FKBP2‏ (FK506 binding protein 2) هوَ بروتين يُشَفر بواسطة جين FKBP2 في الإنسان.